# HMS B10
Pour les articles homonymes, voir B10.
Le HMS B10 est l’un des onze sous-marins britanniques de classe B construits pour la Royal Navy au cours de la première décennie du XXe siècle. Achevé en 1906, il a d’abord été affecté à la Home Fleet, avant d’être transféré en mer Méditerranée six ans plus tard. Après le début de la Première Guerre mondiale en 1914, le HMS B10 a joué un rôle mineur dans la campagne des Dardanelles. Le navire a été transféré en mer Adriatique en 1916 pour soutenir les forces italiennes contre la marine austro-hongroise. Il était ancré à Venise quand il a été bombardé par des avions austro-hongrois le 9 août et coulé par une de leurs bombes, ce qui a fait de lui le premier sous-marin de l’Histoire à être coulé par un avion. Renfloué par les Italiens, il a pris feu en cours de réparations et a été déclaré irréparable. Sa coque a par la suite été vendue à la ferraille.

## Conception
La classe B était une version agrandie et améliorée de la classe A qui la précédait. Ces sous-marins avaient une longueur totale de 43,4 m, un maître-bau de 3,8 m et un tirant d'eau moyen de 3,4 m. Ils avaient un déplacement de 292 tonnes en surface et 321 tonnes immersion. Les sous-marins de la classe B avaient un équipage de deux officiers et treize matelots.
Pour la navigation en surface, les navires étaient propulsés par un  unique moteur à essence Vickers à 16 cylindres de 600 chevaux-vapeur (447 kW) qui entraînait un unique arbre d'hélice. Lorsqu’ils étaient en immersion, l’hélice était entraînée par un moteur électrique de 180 chevaux (134 kW). Ils pouvaient atteindre 12 nœuds (22 km/h) en surface et 6,5 nœuds (12 km/h) sous l’eau. En surface, la classe B avait un rayon d'action de 1 000 milles marins (1 900 km) à 8,7 nœuds (16,1 km/h).
Ces navires étaient armés de deux tubes lance-torpilles de 18 pouces (450 mm) à l’avant. Ils pouvaient transporter une paire de torpilles de rechange, mais en général, ils ne le faisaient pas, car en compensation ils devaient abandonner un poids équivalent de carburant.

## Engagements
Commandé dans le cadre du Programme naval 1904-1905, le HMS B10 a été construit par Vickers à son chantier naval de Barrow-in-Furness. Il fut lancé le 28 mars 1906 et achevé le 31 mai de la même année, au coût de 47000 livres sterling. Les sous-marins de classe B ont d’abord été affectés à la troisième division de la Home Fleet, basée à Portsmouth et à Devonport, et ont été chargés de la défense côtière et de la défense du pas de Calais en temps de guerre. En 1912, les HMS B10, B9 et B11 ont été transférés à Malte.
Après le début de la Première Guerre mondiale et la poursuite infructueuse des navires allemands Goeben et Breslau en août 1914, les sous-marins de classe B ont été transférés à la mi-septembre dans la région des Dardanelles pour empêcher toute tentative d’évasion des navires allemands. Après l’arrivée des sous-marins de classe E plus grands et plus modernes au début de 1915, les sous-marins de classe B ont commencé à revenir à Malte. Après l’adhésion du royaume d'Italie au camp des Alliés en mai 1915, les sous-marins de classe B de la Méditerranée furent transférés à Venise pour renforcer les forces italiennes dans le nord de la mer Adriatique.
Les premiers navires y arrivèrent en octobre, mais le B10 était encore en cours de carénage et ne les rejoignit pas avant le 20 mars 1916, bien qu’il ait effectué une patrouille à partir de Brindisi, en Italie, qui se termina rapidement à cause de problèmes mécaniques. Après son arrivée à Venise, le sous-marin a effectué des patrouilles sans incident dans la baie de Kvarner du 9 au 11 avril, puis du 26 au 28 avril. Trois autres patrouilles ont suivi en mai. Au cours de celles-ci, le B10 n’a trouvé aucune cible.
Pendant sa patrouille du 6 au 10 juin, menée en coopération avec le sous-marin italien Pullino, le HMS B10 a mené une attaque infructueuse contre le petit navire à vapeur SS Arsa qui remorquait deux barges. Lors de sa patrouille suivante, les 2 et 4 juillet, le B10 a accroché le câble d’amarrage d’une mine marine, mais a été en mesure de le couper avant que la mine ne heurte le sous-marin. Plus tard dans le mois, le B10 a été harcelé par sept torpilleurs austro-hongrois le 19 juillet.
Après son retour de patrouille le 9 août, le B10 s’est amarré à côté du croiseur cuirassé italien Marco Polo, qui servait de navire-dépôt pour les sous-marins britanniques et d’autres petites embarcations. Plus tard dans la nuit, 21 avions du service aérien de la marine austro-hongroise (Kaiserliche und Königliche Seeflugwesen) ont attaqué les installations militaires autour de Venise. Vers 22 h 30, une bombe a frappé le sous-marin et fait un trou de 1,7 m sur 1,8 m sur le côté de la coque. Lorsque le sous-marin a été inondé, son équipage a pu s’échapper sans qu'une seule vie soit perdue. Le B10 est devenu le premier sous-marin au monde à être coulé par un aéronef.
Les Italiens l’ont renfloué le 23 août et ont commencé les travaux de réparation sans vider son réservoir d'essence, malgré les avertissements des Britanniques. Un ouvrier a percé le réservoir le 31 août et allumé un incendie qui ne pouvait être éteint qu’en inondant la cale sèche, ce qui a ruiné tous les travaux déjà effectués. Le B10 a ensuite été dépouillée de toutes les pièces de rechange qui pouvaient s’avérer utiles et sa coque a été vendue au gouvernement italien pour la ferraille pour 45000 lires.